# 中村志郎
中村志郎（なかむら しろう、1933年 - ）は、日本の英文学者。金沢大学名誉教授。

## 略歴
石川県生まれ。石川県立金沢商業高等学校卒、1956年金沢大学法文学部英文科英米文学専攻卒、同大学院修了。石川工業高等専門学校助教授、金沢大学教養部助教授をへて、教授。99年定年退官、名誉教授。トマス・ハーディを専門とした。

## 著書
- 『ハーディの小説 その解析と鑑賞』 英潮社新社〈英文学叢書〉 1990
- 『ハーディの詩と詩劇の世界』 英潮社〈英文学叢書〉 1991
- 『ハーディ文学の諸相』 英潮社〈英文学叢書〉 1994
- 『20世紀英米文学作品論 文学を如何に読むか』 リーベル出版 1998
- 『文学というもの つれづれに』 北國新聞社出版局 2005